# Asura crocopepla
Asura crocopepla är en fjärilsart som beskrevs av Turner 1940. Asura crocopepla ingår i släktet Asura och familjen björnspinnare. Inga underarter finns listade i Catalogue of Life.